# 筋竹镇
筋竹镇，是中华人民共和国广西壮族自治区梧州市岑溪市下辖的一个乡镇级行政单位。

## 行政区划
筋竹镇下辖以下地区：
筋竹社区、中围村、义水村、云龙村、大王村、黄陵村、横垌村、双担村、横山村、马芹村、石芹村、志明村、新联村、望闾村、罗敏村、昙市村、黄茅村和石龙村。